# Szwecja (województwo zachodniopomorskie)
Szwecja (od 1772 niem. Freudenfier) – wieś w Polsce, położona w województwie zachodniopomorskim, w powiecie wałeckim, w gminie Wałcz.

## Integralne części wsi
| SIMC    | Nazwa        | Rodzaj    |
| ------- | ------------ | --------- |
| 0531507 | Nowa Szwecja | część wsi |

## Nazwa
Miejscowość w 1590 odnotowana została pod staropolską nazwą Szwecya. Istnieją dwie teorie na temat pochodzenia nazwy miejscowości. Autorzy niemieccy F. Schmitt, F. Schultz sugerowali, że pierwotna nazwa wsi (którą podawali w formie „Swecza”) wywodziła się od polskiego słowa świeca oznaczającej źródło światła. Historycy polscy uważają jednak, że nazwa wsi pochodzi od nazwy kraju Szwecji i nawiązuje raczej do sympatii politycznych założyciela - wojewody poznańskiego oraz starosty wałeckiego Hieronima Gostomskiego, który podczas bezkrólewia oraz wolnej elekcji w latach 1586-1588 był gorącym zwolennikiem szwedzkiego królewicza Zygmunta III Wazy jako kandydata na króla Polski.

## Historia
Miejscowość została lokowana 10 kwietnia 1590. Wojewoda poznański oraz starosta wałecki Hieronim Gostomski herbu Nałęcz zlecił lokację Janowi oraz Jerzemu Hornom potomkom burmistrza Wałcza Walentego Horna. Przywilej osadniczy jednak został wydany dopiero w 1626 r. Był to dokument wystawiony na lubeckim prawie lokacyjnym. Wzmiankowano w nim, że wieś lokowana jest na ziemi dawno niezamieszkanej i trudno użytecznej oraz na szlaku handlowym wiodącym z Berlina do Królewca. Wieś liczyła wówczas 40 łanów, w tym jeden łan na uposażenie kościoła oraz 4 łany dla sołtysów wsi. 
W XVI wieku Szwecja była wsią królewską starostwa wałeckiego i leżała w powiecie wałeckim województwa poznańskiego Korony Królestwa Polskiego w Rzeczypospolitej Obojga Narodów. W wyniku I rozbioru Polski w 1772, miejscowość przeszła w posiadanie Prus i znalazła się w zaborze pruskim, a nazwę zmieniono na Freudenfier, którą nosiła do roku 1945. 
W roku 1945 została zajęta przez oddziały IV Dywizji Piechoty Wojska Polskiego i zgodnie z postanowieniami Konferencji Pokojowej w Poczdamie została przyłączona wraz z innymi ziemiami Pomorza do Polski.
W latach 1975–1998 wieś administracyjnie należała do województwa pilskiego.
Przynależność administracyjna Szwecji w latach 1945 – 2007
- 1945 – 1957 Pomorze Zachodnie (województwo szczecińskie od 1946)
- 1957 – 1975 województwo koszalińskie
- 1975 – 1998 województwo pilskie
- 1999 – województwo zachodniopomorskie

W latach 1946–54  siedziba gminy Szwecja.

## Turystyka
Szwecja otoczona jest lasami i jeziorami. Przez samą wieś przepływa rzeka Piława, która należy do najbardziej popularnych rzek spływowych w Polsce. W Szwecji znajduje się neogotycki kościół, pod wezwaniem św. Jakuba, wybudowany w 1887 roku w miejscu szachulcowej świątyni z 1604 roku. W 2006 roku ukazała się pierwsza książka o wsi, jej historii i położeniu (Przemysław Bartosik „Dzieje wsi Szwecja nad Piławą").
Szwecja słynie z kiszki szwedzkiej wprowadzonej do rejestru produktów regionalnych.

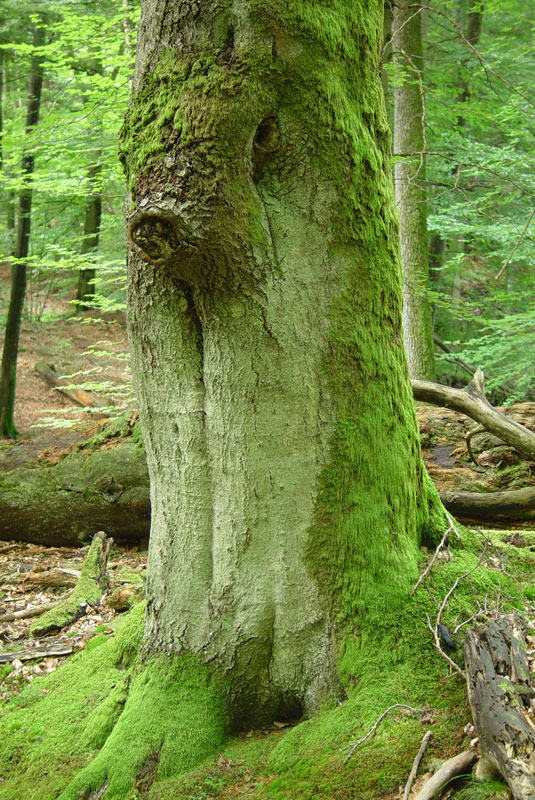
Rezerwat „Diabli Skok" nieopodal wsi Szwecja.
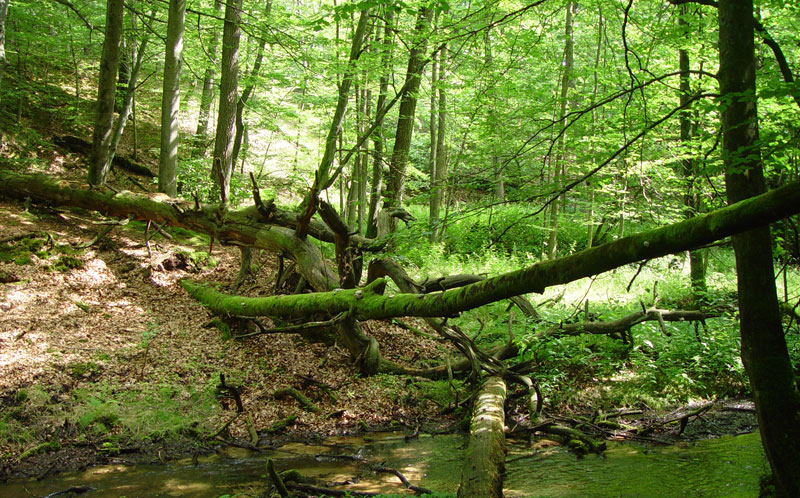
Rezerwat „Diabli Skok" nieopodal wsi Szwecja.
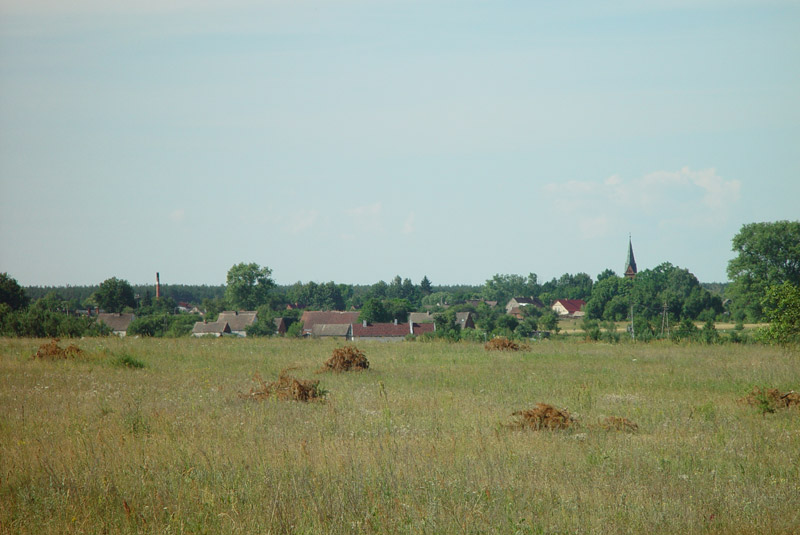
Częściowa panorama Szwecji.